# Liste der Kardinalskreierungen Honorius’ III.
Papst Honorius III. hat im Verlauf seines Pontifikates (1216–1227) die Kreierung von sechs Kardinälen vorgenommen.

## Konsistorien

### Dezember 1216
- Aldebrandino Gaetani – Kardinaldiakon von S. Eustachio, dann (1219) Kardinalpriester von S. Susanna, endlich (1221) Kardinalbischof von Sabina, † 22. Dezember 1223 (?)

### 18. Februar 1217
- Gil Torres – Kardinaldiakon von SS. Cosma e Damiano, † 11. November 1254[2]

### 6. Januar 1219
- Konrad von Urach, O.Cist. – Kardinalbischof von Porto-Santa Rufina, † 30. September 1227
- Niccolò de Chiaramonte, O.Cist. – Kardinalbischof von Frascati, † 25. September 1227

### 1219
- Petrus Capuanus der Jüngere, Elekt von Antioch – Kardinaldiakon von S. Giorgio in Velabro (kreiert zwischen 25. April und 5. Oktober 1219), † 23. März 1236 (?)

### 1225
- Thomas Olivier, Bischof von Paderborn – Kardinalbischof von Sabina, † 11. September 1227